# Ligne 6 du métro de Valence
La ligne 6 (en catalan : Línia 6 de Metrovalència) est l'une des dix lignes du réseau du métro de Valence et l'une des quatre lignes de tramway, ouverte en septembre 2007. Elle est exploitée par FGV et dessert la seule ville de Valence.

## Historique
La ligne ouvre au public le 28 septembre 2007, après la mise en service du tronçon entre Tossas del Rei et Primat Reig, et entre Les Arenes-Doctor Lluch et Grau-Canyamelar ; pour le reste, elle parcourt les infrastructures de la ligne 4 et de l'ancien tronçon oriental de la ligne 5,.

## Caractéristiques

### Ligne
La ligne compte 21 stations, dont une souterraine, et parcourt 10,10 km. Les rails sont à écartement métrique et la voie est double sur tout le trajet, à l'exception de la boucle Platja Malva-rosa-Doctor Lluch,.
Elle dessert uniquement la commune de Valence, traversant six districts.

### Stations et correspondances
|  |   |   |   |  | Station                   | Communes                   | Correspondances                                                                         |
|  | - | - | - |  | ------------------------- | -------------------------- | --------------------------------------------------------------------------------------- |
|  |   | ■ |   |  | Tossal del Rei            | Valence (Rascanya)         |                                                                                         |
|  |   | o |   |  | Sant Miquel dels Reis     | Valence (Rascanya)         |                                                                                         |
|  |   | o |   |  | Estadi Ciutat de València | Valence (Rascanya)         |                                                                                         |
|  |   | o |   |  | Orriols                   | Valence (Rascanya)         |                                                                                         |
|  |   | o |   |  | Alfauir                   | Valence (Rascanya)         |                                                                                         |
|  |   | o |   |  | Trinitat                  | Valence (Benimaclet)       | Ligne 4 du métro de Valence                                                             |
|  |   | o |   |  | Benimaclet                | Valence (Benimaclet)       | Ligne 3 du métro de Valence · Ligne 4 du métro de Valence · Ligne 9 du métro de Valence |
|  |   | o |   |  | Vicent Zaragozà           | Valence (El Pla del Real)  | Ligne 4 du métro de Valence                                                             |
|  |   | o |   |  | Universitat Politècnica   | Valence (Algirós)          | Ligne 4 du métro de Valence                                                             |
|  |   | o |   |  | La Carrasca               | Valence (Algirós)          | Ligne 4 du métro de Valence                                                             |
|  |   | o |   |  | Tarongers-Ernest Lluch    | Valence (Algirós)          | Ligne 4 du métro de Valence                                                             |
|  |   | o |   |  | Serrería                  | Valence (Algirós)          | Ligne 4 du métro de Valence                                                             |
|  |   | o |   |  | La Cadena                 | Valence (Poblats Marítims) | Ligne 4 du métro de Valence                                                             |
|  |   |   | ↓ |  | Platja Malva-rosa         | Valence (Poblats Marítims) | Ligne 4 du métro de Valence                                                             |
|  | ↑ |   |   |  | Cabanyal                  | Valence (Poblats Marítims) | Ligne 4 du métro de Valence                                                             |
|  |   |   | ↓ |  | Platja Les Arenes         | Valence (Poblats Marítims) | Ligne 4 du métro de Valence                                                             |
|  | ↑ |   |   |  | Doctor Lluch              | Valence (Poblats Marítims) | Ligne 4 du métro de Valence                                                             |
|  |   | o |   |  | Canyamelar                | Valence (Poblats Marítims) |                                                                                         |
|  |   | o |   |  | Grau La Marina            | Valence (Poblats Marítims) | Ligne 8 du métro de Valence                                                             |
|  |   | o |   |  | Francesc Cubells          | Valence (Poblats Marítims) | Ligne 8 du métro de Valence                                                             |
|  |   | ■ |   |  | Marítim                   | Valence (Camins al Grau)   | Ligne 5 du métro de Valence · Ligne 7 du métro de Valence · Ligne 8 du métro de Valence |

## Exploitation
La ligne est exploitée par les Ferrocarrils de la Generalitat Valenciana (FGV), sous la marque Metrovalència.

### Matériel roulant
La ligne est servie par des trains de type série 4200, produits par Bombardier Transport.

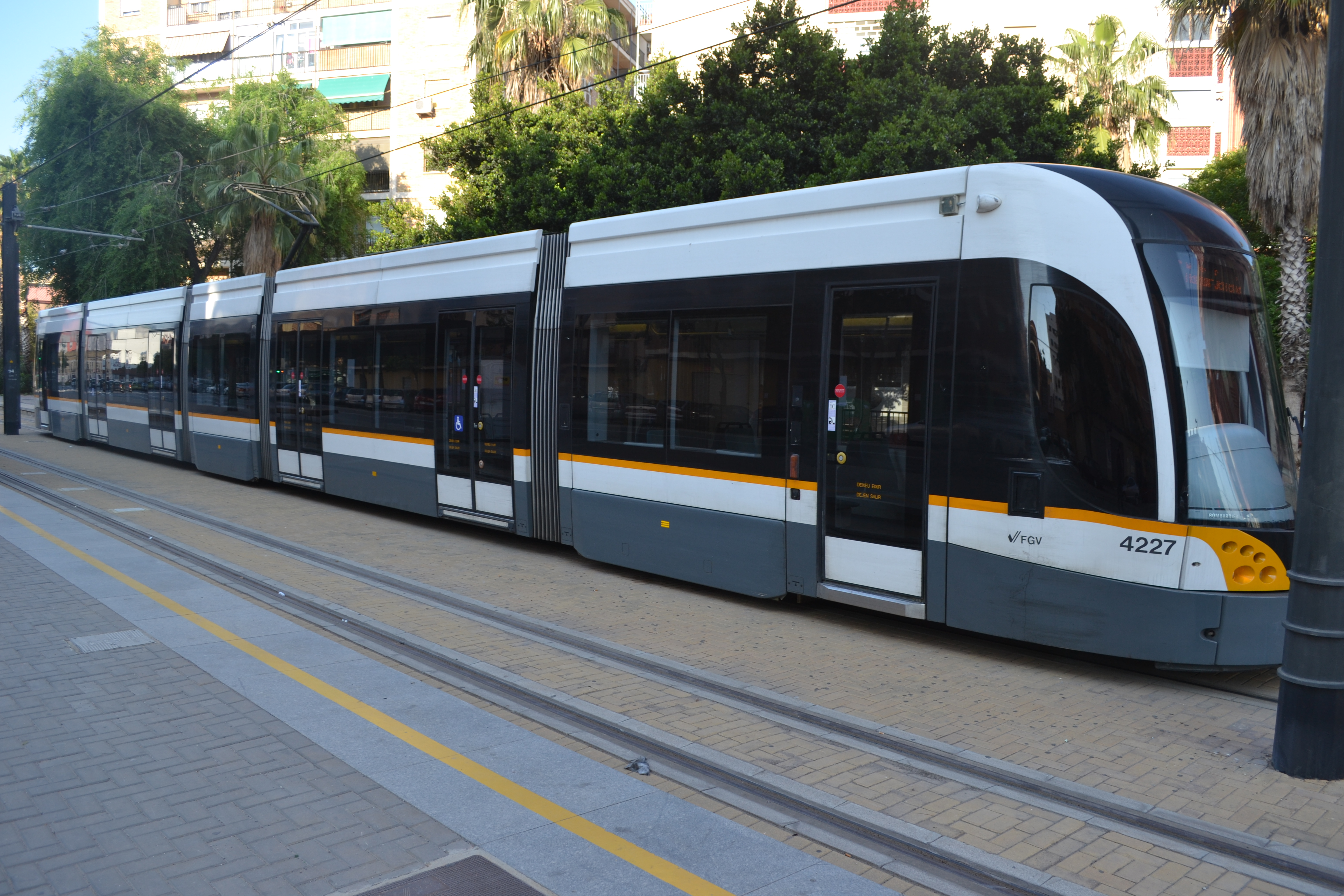
Un train série 4200.

## Projets
Selon le « plan d'amélioration du cadencement » présenté en février 2021 par le gouvernement valencien, un tronçon reliant Platja Les Arenes (lignes 4 et 6) à Neptú (ligne 8) passant par la rue Eugènia Viñes sera construit. Les tramways de la ligne 6 continueront ainsi de faire leur terminus à Marítim mais la station Canyamelar passera en sens unique vers Tossal del Rei, ce qui conduira à la suppression de la ligne 8, dont l'ensemble du trajet sera assumé par la ligne 6 agrandie.